# Грдањци
Грдањци су насељено место у саставу Града Самобора у Загребачкој жупанији, Хрватска. До територијалне реорганизације у Хрватској налазили су се у саставу старе загребачке приградске општине Самобор.

## Становништво
На попису становништва 2011. године, Грдањци су имали 307 становника.

## Попис1991.
На попису становништва 1991. године, насељено место Грдањци је имало 316 становника, следећег националног састава:
| Попис 1991.‍  | Попис 1991.‍  | Попис 1991.‍ | Попис 1991.‍ | Попис 1991.‍ |
| ------------ | ------------ | ----------- | ----------- | ----------- |
|              |              |             |             |             |
| Хрвати       | Хрвати       |             | 308         | 97,46%      |
| Словенци     | Словенци     |             | 6           | 1,89%       |
| Мађари       | Мађари       |             | 1           | 0,31%       |
| неопредељени | неопредељени |             | 1           | 0,31%       |
| укупно: 316  |              |             |             |             |